# Piz Murtaröl
Der Piz Murtaröl, der auch Cima la Casina genannt wird, ist ein lang gezogener Berg in der Umbrailgruppe an der Grenze zwischen der Schweiz und Italien. Die zur italienischen Seite abfallenden Flanken sind im Nationalpark Stilfserjoch unter Schutz gestellt.
Er liegt zwischen dem Hängetal Val Mora und dem Valle di Fraele.
Den Berg erreicht man am schnellsten vom Pass di Fraele aus. Etwas langwieriger ist der Anstieg  vom Ofenpass (Schweiz) aus.